# Casa Venier
La casa Venier és un palau històric italià situat en el sestiere o barri de Castello de Venècia, en el camp Santa Maria Formosa en línia amb els palaus Donà.

## Història
L'edifici es va construir en el segle xv  en gòtic venecià. Si bé no destaca per la seva qualitat arquitectònica, és conegut per haver estat la residència del dux Sebastiano Venier, comandant del contingent venecià en la batalla de Lepant, en la qual la Lliga Santa va derrotar als turcs.
Una placa en la façana recorda al personatge il·lustre que la va habitar: "Aquesta és la casa de Sebastiano Venier, vencedor de Lepant".